# Blauer Hof (Wohnhausanlage)

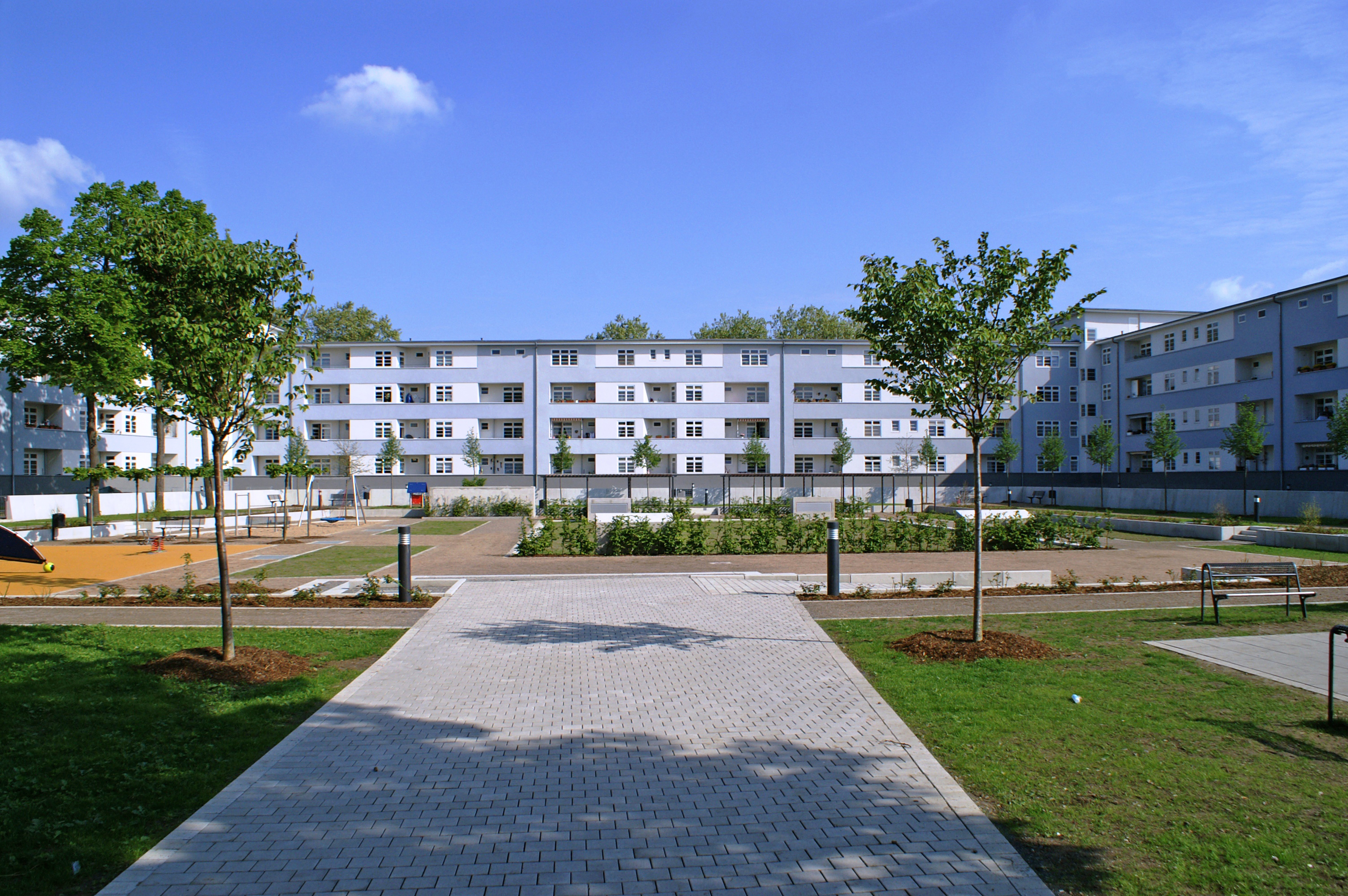
Der Blaue Hof

Der Blaue Hof ist eine in den Jahren 1926 und 1927 durch die Gemeinnützige Wohnungsgesellschaft GAG nach Plänen von Wilhelm Riphahn und Caspar Maria Grod errichtete Wohnsiedlung des Neuen Bauens im Kölner Stadtteil Buchforst. Zwischen 2006 und 2010 wurde die denkmalgeschützte Hofsiedlung komplett saniert und äußerlich dem Ursprungszustand angeglichen.

## Lage

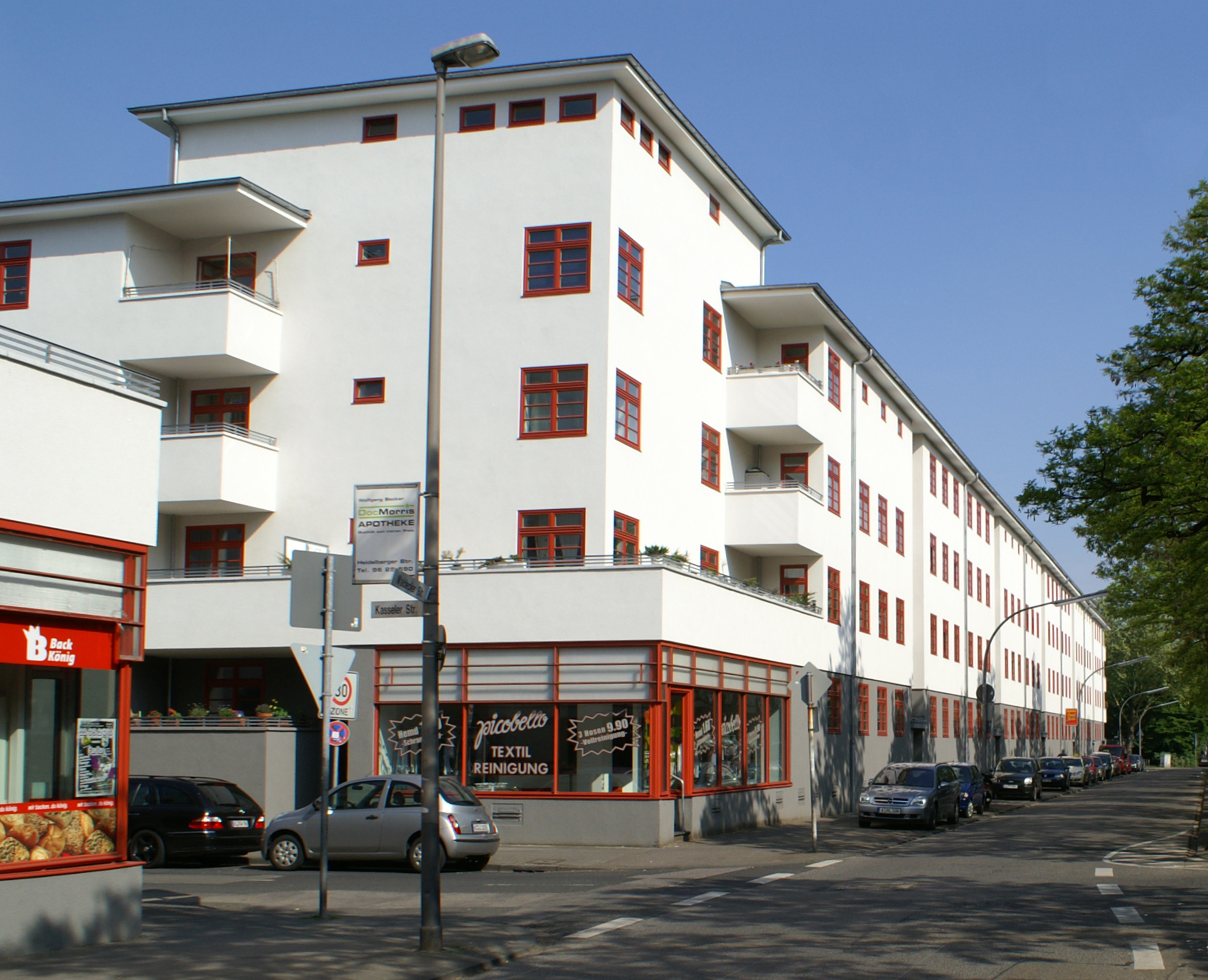
Ansicht von der Waldecker Straße

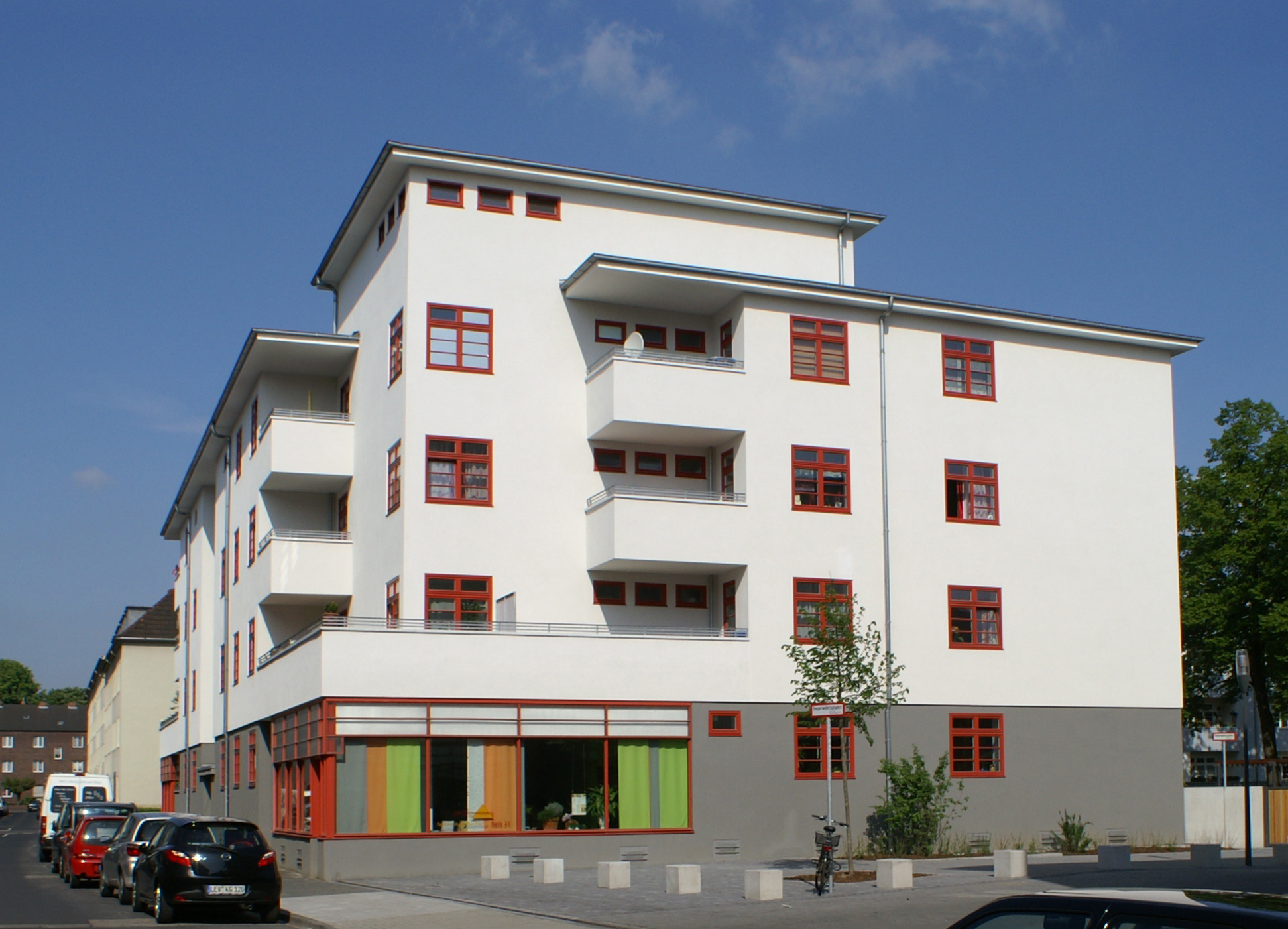
Eckbau am Hofeingang

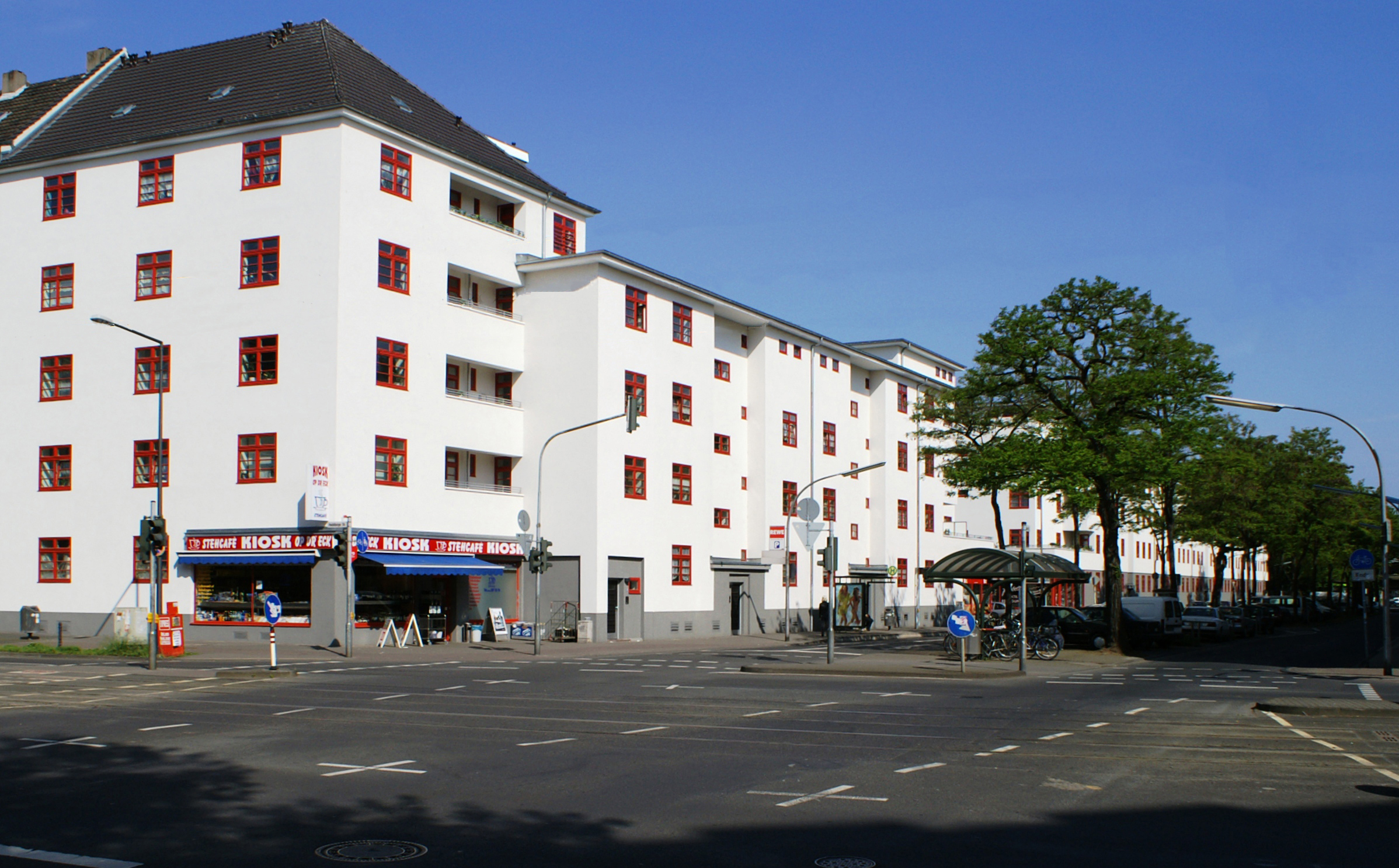
Südlicher Wohnblock

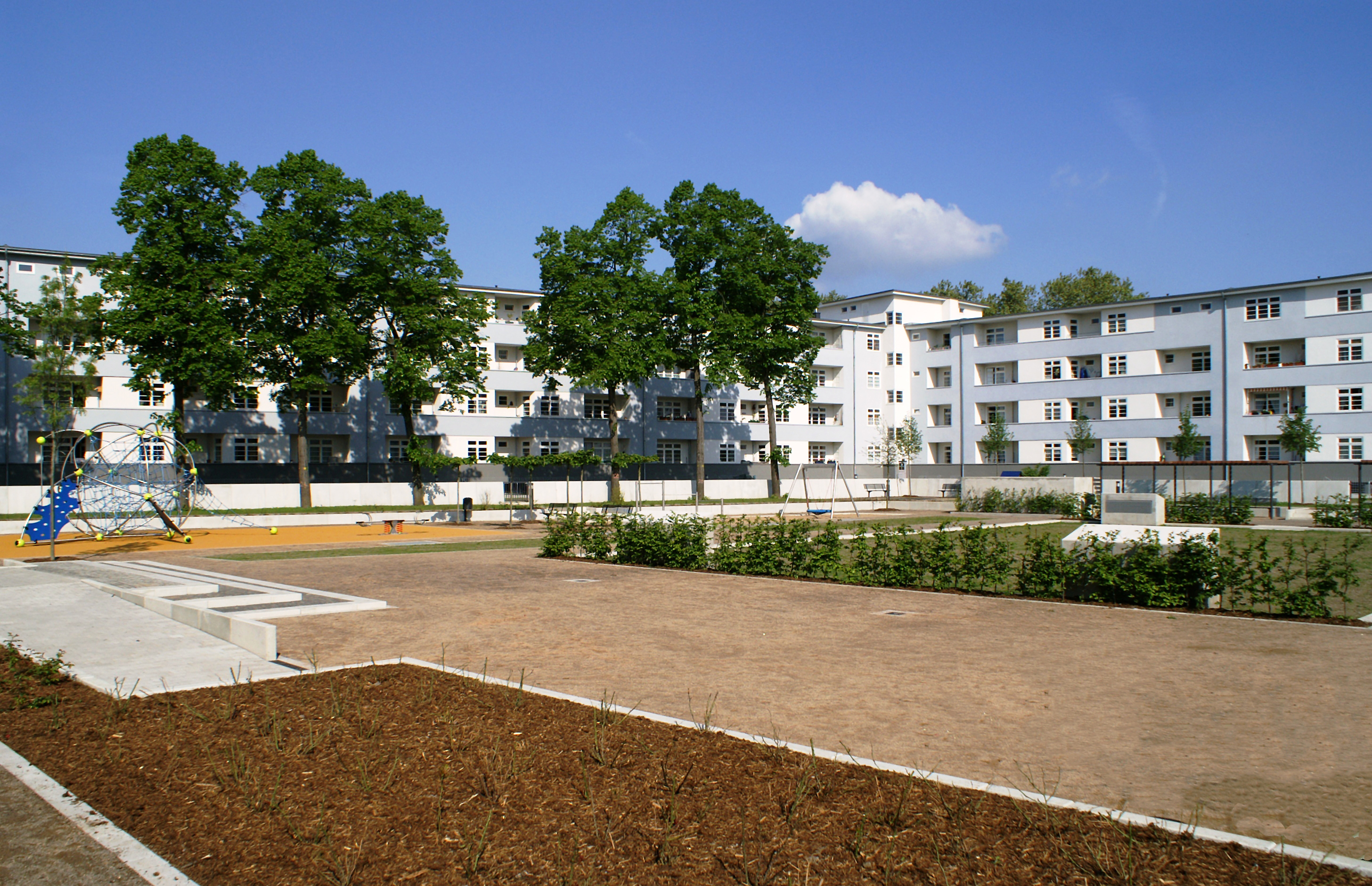
Spielplatz im Innenhof

Der Blaue Hof liegt im Karree zwischen Waldecker, Kasseler, Dortmunder und Hertzstraße im Kölner Stadtteil Buchforst. Einige Bauten des südlich angrenzenden Wohnblocks wurden nach dem gleichen Baumuster ausgeführt.

## Architektur
Der im Funktionalistischen Baustil errichtete Blaue Hof wurde von den vom Wohnungsbauunternehmen beauftragten Architekten Wilhelm Riphahn und Caspar Maria Grod geplant und ausgeführt. Sie orientierten sich bei der Gestaltung im Vorbild an den damals im holländischen sozialen Wohnungsbau üblichen Wohnhöfen. Der viergeschossigen Zwischenbauten des nahezu quadratischen Blaue Hofs werden an den Eckpunkten und zum Hofeingang mit fünfgeschossigen kubischen Baublocks abgeschlossen. Die straßenseitige glatte Fassade wird durch die zurückspringenden Treppenhäuser sowie durch die im oberen Geschoss unterschiedlich hohen abwechselnden Fensterbänder gegliedert. Bei den Eckbauten wurden die Balkone jeweils straßenseitig gebaut. Die hofseitige Fassade wird durch je Wohnhaus wechselnde drei- oder viergeschossig angelegte zurückgebaute Loggien geprägt. Für die Farbgestaltung war Heinrich Hoerle verantwortlich. Die Wohnhäuser sind alle bis auf den Eckbau des Zusatztraktes an der Heidelberger Straße mit Flachdächern ausgestattet. Bei dem unterschiedlichen Eckblock, der auch über keine Balkone verfügt, wurde ein Satteldach aufgesetzt, damit er sich optisch an die Dächer der angrenzenden Wohnhäuser angleicht.

## Geschichte
Die städtische Gemeinnützige Wohnungsgesellschaft erwarb im Jahre 1926 ein 18 Hektar großes Grundstück im sogenannten Kalkerfeld. Das Gebiet war bis dahin vornehmlich mit Buchen bewaldet und unbewohnt. Da die Vorortbahnlinie C der Kölner Verkehrs-Betriebe das Gebiet durchquerte, war eine gute Verkehrsanbindung an das Kölner Stadtgebiet und die umliegenden Vororte gewährleistet.
Durch den Bau der Mülheimer Brücke und dem damit verbundenen Abriss von Wohnbauten benötigte die Stadt Köln dringend Ersatzwohnraum für die dortigen meist einkommensschwachen und kinderreichen Mieter, sodass noch im Jahre des Erwerbs des Grundstücks mit dem ersten Siedlungsprojekt Blauer Hof begonnen wurde. Für die mehr als zweihundert neuen Wohnungen wurden seitens der Architekten spezielle preisgünstige Möbel entworfen die optimal auf die Grundrisse abgestimmt waren. Die Siedlung wurde 1927 bezugsfähig fertiggestellt.
Die seit 1988 denkmalgeschützte Siedlung wurde zwischen Juni 2006 und April 2010 komplett saniert. Dabei wurde der Wohnraum den heutigen Anforderungen angepasst. Alle Wohngebäude erhielten neue Flachdächer, eine 6 cm starke Wärmedämmung und Heizungen, die bis dato nicht vorhanden waren. Die straßenseitigen Fassade erhielt einen weißen Anstrich, zudem wurden rote Sprossenfenster verwendet. Die zum Innenhof liegende Fassade wurde in zwei verschiedenen Blautönen gestaltet – dort wurden weiße Sprossenfenster verwendet. Mit diesen Maßnahmen wurde das Siedlungsbild dem Ursprungsplanungsstand des Jahres 1926 angeglichen.
Der Innenhof wurde nach dem Bau einer Tiefgarage gänzlich neu gestaltet. Neben von Mietern bewirtschafteten Vorgärten und einem Wäscheplatz wurde ein von Bäumen umringter öffentlicher Spielplatz sowie eine Rasenfläche angelegt.
Der Abschluss der Sanierungsarbeiten am Blauen Hof wurde mit einem Mieterfest Anfang Mai 2010 gefeiert. Die Sanierungskosten für das Objekt lagen bei 23 Millionen Euro. Die GAG Immobilien wurde für die Sanierung des Blauen Hofs und der im benachbarten Köln-Höhenberg gelegenen Germaniasiedlung mit dem Deutschen Bauherrenpreis 2009/2010 ausgezeichnet.